# Atlas (AVROTROS)
Atlas was een Nederlands televisieprogramma van de AVROTROS dat werd uitgezonden in 2013 en 2014. In het programma legden twaalf bekende Nederlanders een extreme tocht af door het Atlasgebergte. Het programma was de opvolger van AVRO's Expeditie Poolcirkel. Net als Expeditie Poolcirkel werd ook Atlas gepresenteerd door Lauren Verster.

## Seizoen 1: Marokko

### Format
In het eerste seizoen van Atlas volgen de kandidaten een oude tocht door het Atlasgebergte. Tijdens de opdrachten is het de bedoeling kaartjes te bemachtigen, die samen de finalekaart zullen vormen.

### Opdrachten
In een aflevering zijn er gewoonlijk twee opdrachten. De eerste is om te bepalen welk team extra informatie krijgt bij de tweede opdracht (deze opdracht kan van alles zijn), en de tweede opdracht is een looproute door de Sahara of het Atlasgebergte. In de tweede opdracht kan men op zijwegen voordelen ophalen, zoals het wisselen van teamlid, het uitschakelen van een lid uit het andere team en verlichting qua bagage.

#### Uitzonderingen
In aflevering 1 werden drie opdrachten uitgevoerd. Hierbij was de tweede opdracht de eerste soort opdracht die hierboven benoemd wordt. De derde was een looproute. In de eerste opdracht van die aflevering was het doel om als eerste bij Lauren aan te komen, de winnaar mocht zijn teams samenstellen.

### Het erbij komen en verlaten van de kandidaten

#### Erbij komen
Aan het eind van aflevering 1, 2 en 3 komen er steeds twee nieuwe kandidaten bij. Vervolgens heeft de groep die bij de tweede opdracht heeft gewonnen, de eerste keuze uit de twee kandidaten. Zo koos het team als eerste keus Ron Boszhard, Gaby Blaaser en Maryam Hassouni.

##### Overzicht van kandidaten die erbij komen
Deze kandidaten zijn er later dan in het begin van aflevering 1 bij gekomen, gesorteerd op week.
| Week | Kandidaat 1       | Kandidaat 2     |
| ---- | ----------------- | --------------- |
| 1    | Mimoun Ouled Radi | Ron Boszhard    |
| 2    | Ymke Wieringa     | Gaby Blaaser    |
| 3    | Maryam Hassouni   | Mariana Verkerk |

#### Verlaten
Pas in de uitzending van 23 september werden er deelnemers weggestuurd. De teamcaptains van de beide teams moeten dan een van hun teamleden naar huis sturen.

##### Overzicht van kandidaten die het spel verlaten
Hier is een overzicht van kandidaten die het spel eerder verlaten dan de finale.
| Week | Kandidaat       | Manier                                                                         |
| ---- | --------------- | ------------------------------------------------------------------------------ |
| 5    | Mariana en Inge | Teamcaptains Darryl en Ron moesten een teamlid naar huis sturen.               |
| 6    | Ymke en Iris    | Teamcaptains Darryl en Robert moesten een teamlid naar huis sturen.            |
| 8    | Laura en Maryam | Teamcaptains Gaby en Robert moesten een teamlid naar huis sturen.              |
| 9    | Ron en Darryl   | Er werd een proef gespeeld waarna er 2 mensen weg moesten.                     |
| 10   | Gaby en Robert  | Er werd een proef gespeeld waarna er 2 mensen vlak voor de finale weg moesten. |

### Overzichtstabel kandidaten en teams
| Kandidaat             | Aflevering                     | Aflevering                     | Aflevering                     | Aflevering                     | Aflevering                     | Aflevering                     | Aflevering                     | Aflevering                     | Aflevering                     | Aflevering | Aflevering          |
| Kandidaat             | 1                              | 2                              | 3                              | 4                              | 5                              | 6                              | 7                              | 8                              | 9                              | 10         | 10                  |
| --------------------- | ------------------------------ | ------------------------------ | ------------------------------ | ------------------------------ | ------------------------------ | ------------------------------ | ------------------------------ | ------------------------------ | ------------------------------ | ---------- | ------------------- |
| Mimoun Ouled Radi     |                                | Team Inge/Johnny/Ron/Robert #2 | Team Inge/Johnny/Ron/Robert #2 | Team Inge/Johnny/Ron/Robert #2 | Team Inge/Johnny/Ron/Robert #2 | Team Inge/Johnny/Ron/Robert #2 | Team Inge/Johnny/Ron/Robert #2 | Team Inge/Johnny/Ron/Robert #2 | Team Inge/Johnny/Ron/Robert #2 | Individu   | Winnaar             |
| Johnny Kraaijkamp jr. | Team Inge/Johnny/Ron/Robert #2 | Team Inge/Johnny/Ron/Robert #2 | Team Inge/Johnny/Ron/Robert #2 | Team Inge/Johnny/Ron/Robert #2 | Team Inge/Johnny/Ron/Robert #2 | Team Inge/Johnny/Ron/Robert #2 | Team Inge/Johnny/Ron/Robert #2 | Team Gaby                      | Team Gaby                      | Individu   | Verliezend finalist |
| Robert de Hoog        | Team Robert #1                 | Team Robert #1                 | Team Robert #1                 | Team Robert #1                 | Team Ron/Robert #2             | Team Ron/Robert #2             | Team Ron/Robert #2             | Team Ron/Robert #2             | Team Ron/Robert #2             | Individu   |                     |
| Gaby Blaaser          |                                |                                | Team Robert #1/Darryl/Gaby     | Team Robert #1/Darryl/Gaby     | Team Robert #1/Darryl/Gaby     | Team Robert #1/Darryl/Gaby     | Team Robert #1/Darryl/Gaby     | Team Robert #1/Darryl/Gaby     | Team Robert #1/Darryl/Gaby     | Individu   |                     |
| Darryl van Gonter     | Team Robert #1/Darryl/Gaby     | Team Robert #1/Darryl/Gaby     | Team Robert #1/Darryl/Gaby     | Team Robert #1/Darryl/Gaby     | Team Robert #1/Darryl/Gaby     | Team Robert #1/Darryl/Gaby     | Team Robert #1/Darryl/Gaby     | Team Robert #1/Darryl/Gaby     | Team Robert #1/Darryl/Gaby     |            |                     |
| Ron Boszhard          |                                | Team Robert #1                 | Team Johnny/Ron/Robert#2       | Team Johnny/Ron/Robert#2       | Team Johnny/Ron/Robert#2       | Team Johnny/Ron/Robert#2       | Team Johnny/Ron/Robert#2       | Team Johnny/Ron/Robert#2       | Team Johnny/Ron/Robert#2       |            |                     |
| Laura Dekker          | Team Robert #1/Darryl/Gaby     | Team Robert #1/Darryl/Gaby     | Team Robert #1/Darryl/Gaby     | Team Robert #1/Darryl/Gaby     | Team Robert #1/Darryl/Gaby     | Team Robert #1/Darryl/Gaby     | Team Robert #1/Darryl/Gaby     | Team Robert #2                 |                                |            |                     |
| Maryam Hassouni       |                                |                                |                                | Team Robert #1/Darryl/Gaby     | Team Robert #1/Darryl/Gaby     | Team Robert #1/Darryl/Gaby     | Team Robert #1/Darryl/Gaby     | Team Robert #1/Darryl/Gaby     |                                |            |                     |
| Ymke Wieringa         |                                |                                | Team Inge/Johnny/Ron/Robert #2 | Team Inge/Johnny/Ron/Robert #2 | Team Inge/Johnny/Ron/Robert #2 | Team Inge/Johnny/Ron/Robert #2 |                                |                                |                                |            |                     |
| Iris Kroes            | Team Inge/Johnny/Ron           | Team Inge/Johnny/Ron           | Team Inge/Johnny/Ron           | Team Inge/Johnny/Ron           | Team Darryl                    | Team Darryl                    |                                |                                |                                |            |                     |
| Mariana Verkerk       |                                |                                |                                | Team Johnny/Ron                | Team Johnny/Ron                |                                |                                |                                |                                |            |                     |
| Inge Ipenburg         | Team Inge                      | Team Inge                      | Team Robert #1/Darryl          | Team Robert #1/Darryl          | Team Robert #1/Darryl          |                                |                                |                                |                                |            |                     |

|  | In het spel     |
|  | Buiten het spel |

1 Deze mensen hebben het tot het halve finalespel gehaald.
2 Deze mensen hebben het finalespel gehaald.

#### Kandidatentrivia
- Doordat Robert de eerste opdracht had gewonnen, mocht hij zijn team samenstellen. Hij koos voor Darryl en Laura.
- In aflevering 1 won team Robert de race. Hierdoor mocht dat team kiezen tussen twee nieuwe kandidaten, Mimoun en Ron. Uiteindelijk koos team Robert ervoor om Ron aan hun team toe te voegen. Mimoun ging automatisch naar team Inge.
- In aflevering 2 won team Robert weer de race. Ze mochten weer kiezen tussen Gaby en Ymke. Het team koos voor Gaby. Hierdoor werd Ymke automatisch aan team Inge toegevoegd.
- In aflevering 3 vond er een teamledenwisseling plaats doordat team Inge een troef had gewonnen door het zijpad te nemen. Het team ruilde Inge in voor Ron. Hierdoor kreeg team Inge een andere naam; team Johnny. Team Robert hield echter wel dezelfde naam.
- In diezelfde aflevering mocht team Robert weer een teamlid kiezen omdat zij hadden gewonnen. Robert mocht kiezen uit Mariana en Maryam. Het team koos voor Maryam. Dat betekent dat Mariana in team Johnny meespeelt.
- In aflevering 4 mocht er een teamcaptainwisseling plaatsvinden. Team Robert hield Robert als teamcaptain, team Johnny koos er echter voor Ron als teamcaptain te nemen.
- In de vierde aflevering won team Ron eindelijk. Zij kregen daarmee de troef om een teamlid te wisselen. Ron koos ervoor om Iris in team Robert te zetten en Robert in team Ron. Hierdoor veranderde ook de naam van team Robert in team Darryl. De naam van team Ron bleef echter hetzelfde.
- In de vijfde aflevering mocht er voor de tweede keer een teamcaptainwisseling plaatsvinden. Uiteindelijk veranderde geen team van captain.
- In diezelfde aflevering vond er een immuniteitsspel plaats: Iris en Ymke wonnen immuniteit door het spel te winnen en konden die aflevering niet eruit gestemd worden.
- In die aflevering moest daarnaast ook nog elk team iemand naar huis sturen. Team Darryl koos ervoor Inge naar huis te sturen en team Ron koos ervoor om Mariana het spel te laten verlaten.
- In aflevering 6 kozen de teamcaptains om Ymke en Iris naar huis te sturen.
- In aflevering 7 kozen de teamcaptains ervoor Laura en Johnny naar huis te sturen, dit bleek echter een valstrik, want de kandidaten kwamen in het andere team terecht.
- In aflevering 8 kregen Mimoun en Johnny immuniteit.
- In dezelfde aflevering stuurden de karavaanleiders Laura en Maryam naar huis.
- In aflevering 9 moest een individueel gespeeld spel bepalen wie naar huis moesten; de verliezers waren Darryl en Ron.

## Seizoen 2: Suriname

### Format
In het tweede seizoen van Atlas volgen de kandidaten een goudzoekerstocht door Suriname. Tijdens de opdrachten is het de bedoeling kaartjes te bemachtigen, die samen de finalekaart zullen vormen.

### Overzichtstabel kandidaten en teams
| Frieda Mulisch       | Team Tim                | Team Tim                | Team Tim                | Team Tim                | Team Negativ/Frieda/Kim | Team Negativ/Frieda/Kim | Team Negativ/Frieda/Kim | Team Negativ/Frieda/Kim | Team Negativ/Frieda/Kim | Team Negativ/Frieda/Kim | Winnares            |  |  |  |
| Kimberley Klaver     | Team Negativ/Frieda/Kim | Team Negativ/Frieda/Kim | Team Negativ/Frieda/Kim | Team Negativ/Frieda/Kim | Team Negativ/Frieda/Kim | Team Negativ/Frieda/Kim | Team Negativ/Frieda/Kim | Team Negativ/Frieda/Kim | Team Negativ/Frieda/Kim | Team Negativ/Frieda/Kim | Verliezend finalist |  |  |  |
| Tim Haars            |                         |                         |                         | Team Tim                | Team Tim                | Team Tim                | Team Tim                | Team Tim                | Team Tim                | Team Tim                |                     |  |  |  |
| Tim Murck            | Team Tim                | Team Tim                | Team Tim                | Team Tim                | Team Tim                | Team Tim                | Team Tim                | Team Tim                | Team Tim                | Team Tim                |                     |  |  |  |
| Bob de Jong          | Team Tim                | Team Tim                | Team Tim                | Team Tim                | Team Tim                | Team Tim                | Team Kim                | Team Tim                | Team Tim                |                         |                     |  |  |  |
| Stacey Rookhuizen    |                         |                         | Team Negativ/Frieda/Kim | Team Negativ/Frieda/Kim | Team Negativ/Frieda/Kim | Team Negativ/Frieda/Kim | Team Negativ/Frieda/Kim | Team Negativ/Frieda/Kim | Team Negativ/Frieda/Kim |                         |                     |  |  |  |
| Tess Milne           |                         |                         | Team Tim                | Team Tim                | Team Tim                | Team Tim                | Team Tim                | Team Tim                |                         |                         |                     |  |  |  |
| Brace                |                         |                         |                         | Team Negativ/Frieda/Kim | Team Negativ/Frieda/Kim | Team Negativ/Frieda/Kim | Team Negativ/Frieda/Kim | Team Negativ/Frieda/Kim |                         |                         |                     |  |  |  |
| Yootha Wong-Loi-Sing |                         | Team Tim                | Team Tim                | Team Tim                | Team Tim                | Team Tim                | Team Tim                |                         |                         |                         |                     |  |  |  |
| Robert Schumacher    |                         | Team Negativ            | Team Negativ            | Team Negativ            | Team Tim                | Team Tim                |                         |                         |                         |                         |                     |  |  |  |
| Negativ              | Team Negativ/Frieda     | Team Negativ/Frieda     | Team Negativ/Frieda     | Team Negativ/Frieda     | Team Negativ/Frieda     | Team Negativ/Frieda     |                         |                         |                         |                         |                     |  |  |  |
| Shary-An             | Team Negativ/Frieda     | Team Negativ/Frieda     | Team Negativ/Frieda     | Team Negativ/Frieda     | Team Negativ/Frieda     |                         |                         |                         |                         |                         |                     |  |  |  |

|  | In het spel     |
|  | Buiten het spel |

Andermans Veren ·
Atlas ·
Babbelonië ·
BankGiro Loterij Restauratie ·
Blik op de weg ·
Bloedverwanten ·
Buitenhof** ·
Dag Juf, tot morgen ·
De Astronautjes ·
De Bereboot ·
De Brekers ·
De Droomshow ·
De Sleutels van Fort Boyard ·
De tiende van Tijl ·
De Troon ·
Die is de mol! ·
EenVandaag* ·
Een mens wil... ·
Eén van de acht ·
Expeditie Poolcirkel*** ·
Fort Boyard ·
Gouden Televizier-Ring Gala ·
Hoe heurt het eigenlijk? ·
In de hoofdrol ·
Join the Beat ·
Junior Eurovisiesongfestival ·
Junior Songfestival ·
Karel ·
Kinderprinsengrachtconcert ·
Koefnoen ·
Kom er maar eens achter ·
Lawaaipapegaai ·
Mag ik u kussen? ·
Mensen zoals jij en ik ·
Missers! ·
Nederland in Beweging!**** ·
Ontdek je plekje ·
Op de Bon ·
Op zoek naar Danny & Sandy ·
Op zoek naar Evita ·
Op zoek naar Joseph ·
Op zoek naar Maria ·
Op zoek naar Mary Poppins ·
Op zoek naar Zorro ·
Opium ·
Opsporing Verzocht ·
Prinsengrachtconcert ·
Service Salon ·
Sterrenjacht ·
Sterrenslag ·
Stuif es in ·
Telebingo ·
Televizier ·
The Phone ·
Toppop3 ·
Tussen Kunst & Kitsch ·
Vinger aan de Pols ·
We gaan nog niet naar huis ·
Wedden dat..? ·
Wie-kent-kwis ·
Wie is de Mol? ·
Wie is de Mol? Junior ·
Wordt Vervolgd
* In samenwerking met de TROS
** In samenwerking met VARA en VPRO
*** Dit programma is overgegaan naar RTL 5
**** Dit programma is overgegaan naar MAX